# Pteromonnina herbacea
Pteromonnina herbacea là một loài thực vật có hoa trong họ Polygalaceae. Loài này được (DC.) B. Eriksen miêu tả khoa học đầu tiên năm 1993.